# Lillian Hellman

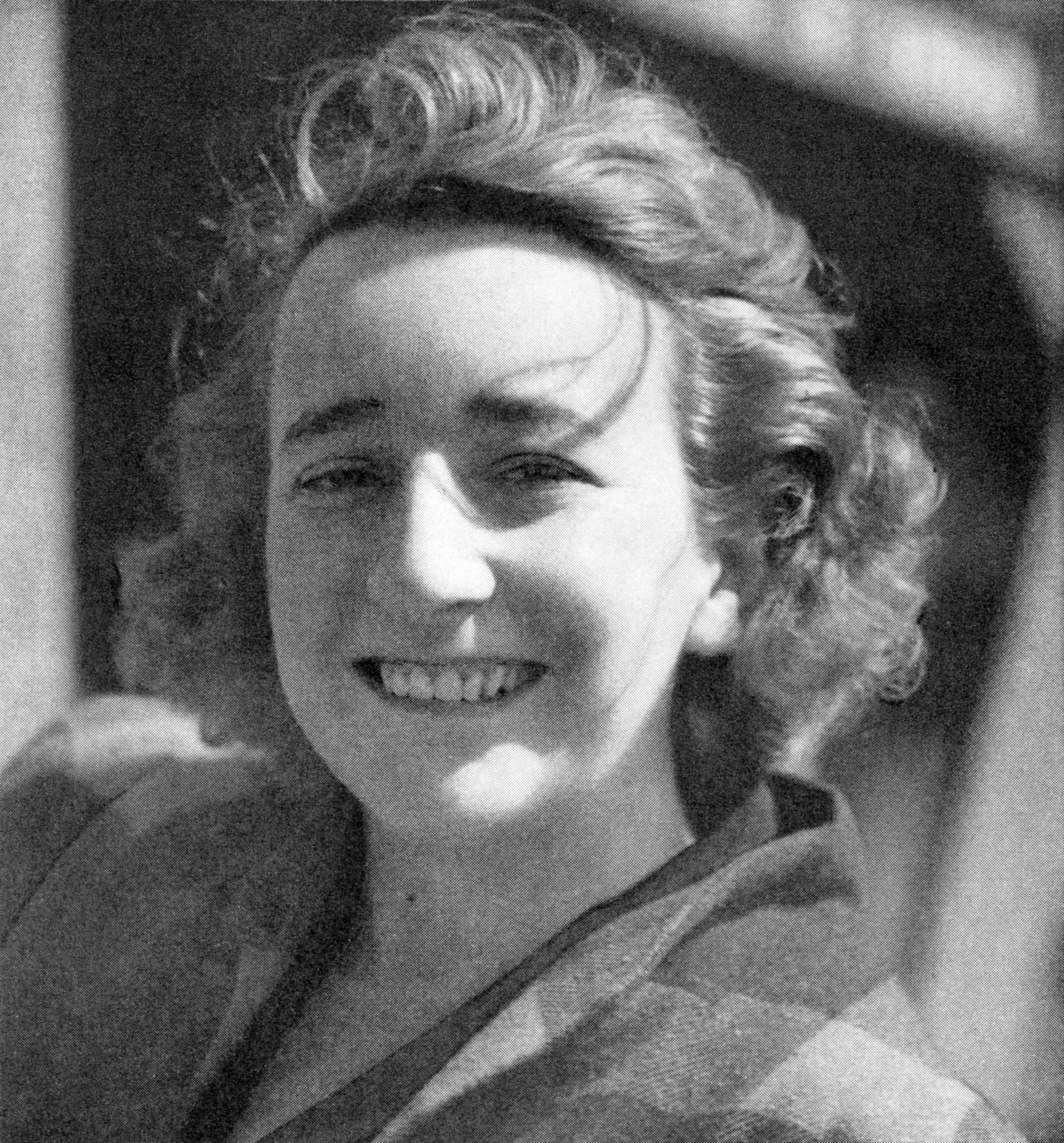
Lillian Hellman (1939)

Lillian Florence Hellman (* 20. Juni 1905 in New Orleans; † 30. Juni 1984 in Oak Bluffs, Martha’s Vineyard, Massachusetts) war eine US-amerikanische Schriftstellerin.

## Leben und Wirken
Hellman entstammte einer jüdischen Familie. Sie war das einzige Kind des Schuhverkäufers Max Hellman und dessen Ehefrau Julia (geb. Newhouse). Sie wuchs seit ihrem fünften Lebensjahr in New York auf und studierte an der Columbia University. Sie heiratete 1925 den Schriftsteller Arthur Kober; die Ehe wurde 1932 geschieden. Nach ihrem Studium veröffentlichte sie einige kleinere Arbeiten in der Herald Tribune. Kober erhielt 1930 einen Vertrag als Drehbuchautor bei den Paramount Pictures in Hollywood. Dort lernte sie 1931 den Krimiautor Dashiell Hammett kennen, der sie faszinierte. Lillian Hellman blieb mit Hammett bis zu dessen Tod 1961 liiert.
Ersten Erfolg hatte sie 1934 mit dem Theaterstück The Children’s Hour, in dem zwei junge Lehrerinnen einer lesbischen Verbindung verdächtigt und aufgrund dessen verurteilt werden, was ihre beruflichen Pläne zerstört und für eine von beiden tödlich endet, womit die Eheabsichten der anderen sich erledigen. Das Stück wurde am Broadway im Maxine Elliot Theater aufgeführt und 691 Mal en suite gespielt. In New York „erkennt man die Kühnheit und dramatische Kraft des Stücks“. Unter dem Titel These Three wurde das Stück 1936 von William Wyler verfilmt, die Story aufgrund der rigiden Zensurvorschriften jedoch massiv geändert. So wurde etwa das kontroverse zentrale Thema in eine heterosexuelle Dreiecksgeschichte umgewandelt und der Film entsprechend umbenannt. Wyler verfilmte das Stück 1961 mit namhaften Schauspielern wie Audrey Hepburn, Shirley MacLaine und James Garner erneut, diesmal unter dem korrekten Titel The Children’s Hour, wobei das Thema auch nahezu 30 Jahre nach der Uraufführung des Bühnenstückes noch provokant genug blieb, um auch in dieser Fassung keine explizite Erwähnung zu finden.
Lesbische Liebe ist nicht das zentrale Thema dieses Stücks, so Renate Möhrmann. Sie argumentiert, dass die Autorin vielmehr interessiert, was die Schülerin Mary Tilford, deren Platz in der Gesellschaft dank ihrer reichen Großmutter „in the sunny side of the street“ ist, aus purer Lust am Bösen zu tun fähig ist. Dies untermauert Möhrmann damit, dass sie das vorangestellte Motto, das den Titel des Stücks enthält, in ihre Interpretation einbezieht. Es ist von Henry W. Longfellow, „der auf romantische viktorianische Kulturideale rekurriert und das hohe Lied kindlicher Unschuld singt“. Vielmehr darum gehe es Hellman: „um die Dekonstruktion eines kollektiven Klischees“, auch indem sie die Schülerin Mary mit den Zügen von Jago aus Shakespeares Othello ausstattet. Am Ende des zweiten Aktes hat das Böse gesiegt und Mary setzt sich langsam und ruhig wieder auf ihren Platz. Ihre Lüge bleibt für Mary ohne Konsequenzen, das machiavellistische Mädchen verlässt die Bühne und der dritte Akt ist ein Nachspiel, das spannungslos verläuft, so Möhrmann.
Nach dem Misserfolg ihres nächsten Stückes Days To Come ging Hellman 1936 nach Europa. Sie berichtete als Korrespondentin vom Spanischen Bürgerkrieg, wo sie Ernest Hemingway kennenlernte, den sie einige Zeit begleitete. 1939 kehrte sie in die USA zurück und hatte im selben Jahr mit The Little Foxes den größten Erfolg ihrer Karriere. Das Stück über Habgier und den Zerfall einer Familie mit der prototypischen Figur der Regina Giddens als Frau, die für den Erfolg über Leichen geht, blieb am Broadway ein Jahr lang mit Tallulah Bankhead auf dem Spielplan. Das Stück wurde 1942 mit Bette Davis unter der Regie von William Wyler verfilmt.
Die politisch linke Aktivistin Hellman geriet in den 1950er Jahren ins Visier des Komitees für unamerikanische Umtriebe von John Stephens Wood. Sie galt wegen ihres aufrechten Verhaltens bei den Verhören auch in späteren Jahren als Vorbild im Kampf gegen die Intoleranz der McCarthy-Ära. In ihren späteren Jahren bereiste sie die USA und sprach an Universitäten vor Studenten, auch als sie schon fast völlig erblindet war. 1946 wurde sie in die American Academy of Arts and Letters und 1960 in die American Academy of Arts and Sciences gewählt.
1956 kaufte sie ein Haus in Tisbury auf der Insel Martha’s Vineyard, wo sie in den folgenden Jahren mit Hammett die Sommermonate verbrachte. Im Juni 1984 erlitt sie dort einen Herzinfarkt und starb kurz darauf im Hospital der Insel in Oak Bluffs.
Im Jahr 2010 wurden die Lilly Awards ins Leben gerufen, ein Theaterpreis benannt nach Lillian Hellman, der jährlich Arbeiten von Frauen in verschiedenen Kategorien auszeichnet.

## Theaterstücke (Auswahl)

### The Children’s Hour
Die beiden Lehrerinnen Karen Wright und Martha Dobie führen zusammen eine Privatschule für Mädchen. Zu den Schülerinnen gehört Mary Tilford, die beständig für Unruhe sorgt. Ihrer Großmutter erzählt sie von einem angeblichen Liebesverhältnis zwischen Karen und Martha. Mrs. Tilford informiert die Eltern der anderen Mädchen, die daraufhin sofort ihre Kinder von der Schule nehmen. Karen und Martha bleibt schließlich nichts anderes übrig, als einen Prozess wegen übler Nachrede gegen Mrs. Tilford zu führen. Als sie diesen verlieren, ist ihr Lebenswerk zerstört. Martha hat durch die Ereignisse Klarheit über ihre Gefühle für Karen gefunden und erschießt sich. Mrs. Tilford ist inzwischen ihrer Enkelin auf die Schliche gekommen und bittet Karen um Vergebung.

### Days To Come
Den Geschwistern Andrew und Cora Rodman gehört gemeinsam eine Bürstenfabrik in Ohio. Sinkende Umsätze führen zu Lohnsenkungen. Ein Streik bricht aus. Als Henry Ellicott, Freund und Anwalt der Familie Rodman, organisierte Streikbrecher kommen lässt, eskaliert die Gewalt. Am Ende hat nicht nur Sam Wilkie, der kriminelle Anführer der Streikbrecher, den Tod gefunden, sondern es ist auch ein unschuldiges Kind ums Leben gekommen.

### The Little Foxes
Südstaaten, Anfang des 20. Jahrhunderts: Die Brüder Benjamin und Oscar Hubbard wollen in eine Baumwollspinnerei investieren. Sie machen einen Vertrag mit dem Industriellen William Marshall aus Chicago. Es gibt jedoch ein Problem: Horace, der Orts-Bankier, aus Krankheitsgründen seit längerem in Baltimore, hat noch immer nicht seine Bereitschaft erklärt, sich an dem Geschäft finanziell zu beteiligen. Ohne seine Beteiligung aber droht das Geschäft zu platzen. Regina, Horaces Frau und Schwester von Benjamin, schickt ihre Tochter nach Baltimore, um Horace zu holen. Es kommt zu Auseinandersetzungen zwischen Regina, Oscar und Benjamin. Als Horace zurückkehrt erkennt er die Pläne von Regina und beschließt sie zu durchkreuzen. Am Ende erleidet Horace einen Herzanfall, dem Regina tatenlos zuschaut. Sie hat ihre Brüder in der Hand. Nur ihre Tochter wendet sich von ihr ab und verlässt den Landsitz mit der schwarzen Hausangestellten.

### Watch on the Rhine
Washington, Frühjahr 1940: Der verarmte rumänische Adlige Teck de Brancovis und seine Frau Marthe haben bei der begüterten Fanny Farelly Zuflucht gefunden. Als nach zwanzig Jahren Fannys Tochter Sara mit ihrem deutschen Mann Kurt Müller zu Besuch kommt, erkennt Teck in Kurt einen Widerstandskämpfer gegen das Nazi-Regime und versucht ihn zu erpessen: Geld her, das Kurt für den Widerstand in Europa gesammelt hat, oder Verrat. Um das Leben seiner Familie nicht zu gefährden und den Widerstandskampf nicht zu schwächen, sieht Kurt sich gezwungen, Teck zu erschießen.

### The Searching Wind
In Rückblenden erzählt Hellman die Liebesgeschichte zwischen einem verheirateten amerikanischen Diplomaten und einer erfolgreichen Journalistin im Europa der 30er-Jahre. Als die Frau des Diplomaten endlich in die Scheidung einwilligt, scheint das Glück der beiden perfekt, doch nach Kriegsende erkennen sie, dass sie nie zusammenpassten und der Mann als Kompromissler und diplomatischer Taktierer gegenüber der von ihm unterschätzten Hitler-Diktatur doch seiner Ehefrau näher stand.

### Another Part of the Forest
Dieses Stück ist die Vorgeschichte zu The Little Foxes. Hierin erzählt Hellmann die Geschichte der drei Geschwister Ben, Oscar und Regina um 1880.

## Werkverzeichnis

### Theaterstücke
- 1934 The Children’s Hour (UA: 20. November 1934, Maxine Elliott Theatre, New York. Regie: Herman Shumlin)
  - Ein Kind klagt an, dt. von Marianne Kempner (DSE: 3. April 1936, Neues Deutsches Theater, Prag. Regie: Max Liebl[6])
  - Weitere Übersetzungen: Kinderspiel, dt. von Erni Friedmann[7] / Kinderstunde, dt. von Bernd Samland[8]
  - Verfilmt unter dem Titel These Three (1936, Regie: William Wyler, dt. Titel: Infame Lügen) und The Children’s Hour (1961, Regie: William Wyler, dt. Titel: Infam). Der satirische Kurzfilm Ernest and Bertram (2002, Regie: Peter Spears) basiert ebenfalls lose auf dem Theaterstück.
- 1936 Days To Come (UA: 15. Dezember 1936, Vanderbilt Theatre, New York. Regie: Herman Shumlin)[9]
  - Keine deutsche Übersetzung
  - Verfilmt unter dem Titel Kaikki tulevat päivät (1982, Regie: Jotaarkka Pennanen)
- 1939 The Little Foxes (UA: 15. Februar 1939, National Theatre, New York. Regie: Herman Shumlin)
  - Die kleinen Füchse, dt. von Walter Firner (DSE: 15. November 1950, Die Insel, Wien. Regie: Walter Firner[10] / DEA: 11. Januar 1952, Schauspiel Frankfurt. Regie: Edward Rothe[11])
  - Weitere Übersetzungen: Die kleinen Füchse, dt. von Bernd Samland
  - Verfilmt unter dem Titel The Little Foxes (1941, Regie: William Wyler, dt. Titel: Die kleinen Füchse), Die kleinen Füchse (1963, Regie: Peter Beauvais), Die kleinen Füchse (1963, Regie: Heinrich Schnitzler) und Le piccole volpi (1965, Regie: Vittorio Cottafavi)
  - Am 31. Oktober 1949 wurde die Oper Regina, basierend auf The Little Foxes (Musik: Marc Blitzstein), im 46th Street Theatre in New York uraufgeführt.
- 1941 Watch on the Rhine (UA: 1. April 1941, Martin Beck Theatre, New York. Regie: Herman Shumlin)
  - Vor der Entscheidung, dt. von Otto F. Beer (DSE: 3. Februar 1947, Volkstheater, Wien. Regie: Günther Haenel[12])
  - Verfilmt unter dem Titel Watch on the Rhine (1943, Regie: Herman Shumlin, dt. Titel: Die Wacht am Rhein, auch: Vor der Entscheidung)
- 1944 The Searching Wind (UA: 12. April 1944, Fulton Theatre, New York. Regie: Herman Shumlin)
  - Keine deutsche Übersetzung
  - Verfilmt unter dem Titel The Searching Wind (1946, Regie: William Dieterle, dt. Titel Liebe zwischen Krieg und Frieden)
- 1946 Another Part of the Forest (UA: 20. November 1946, Fulton Theatre, New York. Regie: Lillian Hellman)
  - Ein anderer Teil des Waldes, dt. von Bernd Samland (DSE: 8. April 1998, Deutsches Theater Berlin. Regie: Hans-Ulrich Becker)
  - Verfilmt unter dem Titel Another Part of the Forest (1948, Regie: Michael Gordon, dt. Titel: Aus dem Dunkel des Waldes) und Another Part of the Forest (1972, Regie: Daniel Mann)
- 1951 The Autumn Garden (UA: 7. März 1951, Coronet Theatre, New York. Regie: Harold Clurman)
  - Herbstgarten, dt. von Bernd Samland (DSE: 1. Juni 1989, Theater in der Josefstadt, Wien. Regie: Rosemarie Fendel[13] / DEA: 15. Februar 1990, Thalia Theater, Hamburg. Regie: Arie Zinger[14])
- 1959 Toys in the Attic (UA: 25. Februar 1960, Hudson Theatre. Regie: Arthur Penn)
  - Zerbrochenes Spielzeug, dt. von Peter und Annie Capell (DSE: 27. Mai 1962, Thalia Theater, Hamburg. Regie: Willy Maertens)[15]
  - Weitere Übersetzungen: Puppenstube, dt. von Bernd Samland
  - Verfilmt unter dem Titel Toys in the Attic (1963, Regie: George Roy Hill, dt. Titel: Puppen unterm Dach)

### Theateradaptionen
- 1949 Montserrat, nach dem französischen Theaterstück von Emmanuel Roblès
- 1956 The Lark, nach dem französischen Theaterstück Jeanne oder Die Lerche von Jean Anouilh

- 1957 Candide, Operettenlibretto für Leonard Bernstein nach Voltaire (UA: 1. Dezember 1956, Martin Beck Theatre, New York. Regie: Tyrone Guthrie)
  - Nach dem Misserfolg der Uraufführung schrieb Hugh Wheeler 1974 ein komplett neues Libretto.
- 1963 My Mother, my father and me, nach dem Roman How Much? von Burt Blechman

### Weiteres
- 1955 Introduction. In: Lillian Hellman (Hrsg.): The selected letters of Anton Chekhov.
- 1963 Introduction. In: Dashiell Hammett: The Big Knockover.
  - Vorwort. In: Dashiell Hammett: Das große Umlegen. Diogenes, Zürich 2000, ISBN 3-257-20913-4.
- 1969 An Unfinished Woman
  - Eine unfertige Frau: Ein Leben zwischen Dramen. Übersetzt von Kyra Stromberg. Insel, Frankfurt a. M. 1970, ISBN 3-518-06792-3. Neuausgabe: btb Verlag, München 2001, ISBN 3-442-72566-6.
- 1973 Pentimento
  - Julia und andere Erzählungen. Übersetzt von Cordula Bickel. Goldmann, München 1978, ISBN 3-442-03707-7
  - Pentimento: Erinnerungen. Übersetzt von Eva Buchmann. Frauenbuchverlag, München 1989, ISBN 3-88897-137-3.
- 1976 Scoundrel Time
  - Die Zeit der Schurken. Übersetzt von Peter Naujack. Verlag Neue Kritik, Frankfurt a. Main 1979, ISBN 3-8015-0159-0. Neuausgabe: Verlag Klaus Wagenbach, Berlin 2015, ISBN 978-3-8031-2741-9.
- 1980 Maybe: A Story
- 1984 Eating Together: Recipes and Recollections (mit Peter Feibleman)

## Filmografie
Drehbuch
- 1935: Infame Lügen (These Three) – basierend auf dem Theaterstück The Children’s Hour
- 1935: Der Weg im Dunkel (The Dark Angel) – zusammen mit Mordaunt Shairp
- 1937: Sackgasse (Dead End) – basierend auf dem Theaterstück von Sidney Kingsley
- 1937: Spanische Erde (The Spanish Earth) – zusammen mit Ernest Hemingway, John Dos Passos und Archibald MacLeish
- 1941: Die kleinen Füchse (The Little Foxes) – basierend auf dem gleichnamigen Theaterstück
- 1943: The North Star
- 1944: The Negro Soldier – unverfilmt geblieben
- 1946: Liebe zwischen Krieg und Frieden (The Searching Wind) – basierend auf dem gleichnamigen Theaterstück
- 1961: Infam (The Children’s Hour) – basierend auf dem gleichnamigen Theaterstück, zusammen mit John Michael Hayes
- 1966: Ein Mann wird gejagt (The Chase) – basierend auf dem Theaterstück von Horton Foote
- 1971: Montserrat – basierend auf dem Theaterstück von Emmanuel Roblès

Literarische Vorlage
- 1935: Infame Lügen (These Three) – auch Drehbuch
- 1941: Die kleinen Füchse (The Little Foxes) – auch Drehbuch
- 1943: Watch on the Rhine – Drehbuch von Dashiell Hammett, zusätzliche Szenen und Dialoge von Lillian Hellman
- 1946: Liebe zwischen Krieg und Frieden (The Searching Wind) – auch Drehbuch
- 1948: Aus dem Dunkel des Waldes (Another Part of the Forest)
- 1961: Infam (The Children’s Hour)
- 1963: Puppen unterm Dach (Toys in the Attic)
- 1977: Julia (Regie: Fred Zinnemann)
- 1982: Kaikki tulevat päivät (Days To Come) (Regie: Jotaarkka Pennanen)